# Siberia (continente)

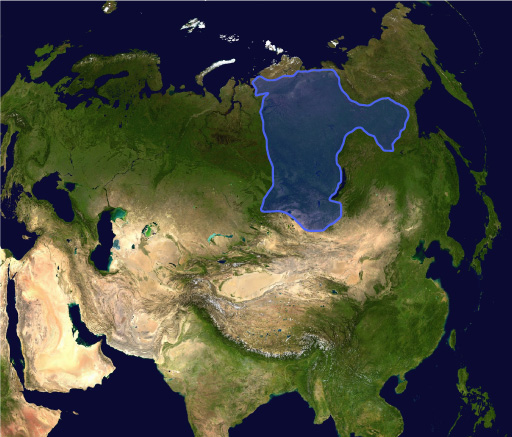
Posizione dello scudo siberiano in Asia

La Siberia (detta anche continente siberiano o Angara) è un cratone situato nel cuore della Siberia, che si estende nell'intero altopiano della Siberia centrale e anche oltre, più a est.
È una porzione di crosta continentale estremamente antica. Essa possiede le rocce più antiche del pianeta (risalenti a 4,6 Ma) e formava insieme allo scudo canadese il paleo-continente Arctica, che circa 1,1 Ma, durante il Proterozoico, diede vita al supercontinente Rodinia.
Durante la fase di rifting che circa 750 Ma fa smembrò Rodinia, venne a far parte del paleocontinente Protolaurasia, che alla fine del Neoproterozoico in seguito ad una nuova fase orogenetica originò il supercontinente meridionale Pannotia.
Circa 690 milioni di anni fa, all'inizio del Cambriano, Siberia come Laurentia e Baltica, si separa da Gondwana per dare vita a un continente autonomo. La geosinclinale degli Urali lo separava a quel punto da Laurasia, mentre la geosinclinale della Tetide lo separava da Gondwana.
I resti fossili sembrano indicare una condizione climatica diversa da quella degli altri supercontinenti. La flora a Gangamopteris indicherebbe infatti una condizione intermedia fra la flora di Laurasia a Pecopteris (che indica clima caldo e umido) e la flora di Gondwana a Glossopteris (che indica clima freddo).
Siberia inizia a scontrarsi con la Kazakhstania a partire dal Carbonifero, durante l'orogenesi uraliana, che proseguirà durante il Permiano, quando Siberia colliderà con Baltica. Questa fu l'ultima fase nella formazione del supercontinente Pangea.